# Sasha7
Sasha7 é uma plataforma de encontros voltada principalmente para pessoas que buscam relacionamentos discretos fora de seus compromissos afetivos atuais. Criada em 2020, o site oferece funcionalidades como envio de mensagens de voz, fotos temporárias, galerias privadas e controle de privacidade para mulheres e homens interessados em conexões extraconjugais.

## História
A Sasha7 foi fundada em 2020 com o objetivo de oferecer uma alternativa mais segura e voltada ao público feminino no segmento de encontros extraconjugais. A plataforma ganhou visibilidade em diversos países e, em especial, no Brasil, por conta do modelo em que o acesso feminino é gratuito e os homens precisam pagar para interações mais amplas.

## Funcionalidades
Entre os recursos oferecidos pela Sasha7 estão:
- Envio de fotos que desaparecem após visualização;
- Notas de voz como alternativa ao texto;
- Galerias privadas com controle de acesso;
- Interface discreta voltada à privacidade dos usuários.

## Cobertura na mídia
Em julho de 2023, o site foi mencionado em uma reportagem do jornal O Globo sobre aplicativos voltados a mulheres casadas. A matéria destacou a existência de plataformas como Eveeda, Extraconjugais e Sasha7, e apontou o crescimento da busca por novas experiências durante a pandemia como motivador para o uso desses serviços.
O site também foi citado em matérias que analisam dados sobre infidelidade no Brasil, como em portais como R7 e Portal Olhar Dinâmico.